# カール・レンナー
カール・レンナー（Karl Renner、1870年12月14日 - 1950年12月31日）は、オーストリアの政治家。第一次世界大戦終了直後の共和国の初代首相と第二次世界大戦終了直後の共和国の臨時首相・初代大統領を務め、老獪な手腕で東西分割の回避を成し遂げたことから「祖国の父」と称されている。カール・レナーとも表記される。

## 生い立ちと初期の経歴
レンナーは、当時オーストリア・ハンガリー二重帝国領であった南部メーレン（現在のチェコ領）ウンター・タノヴィッツ（Unter-Tannowitz, 現在のドルニー・ドゥナヨフツェ Dolní Dunajovice）の小さなブドウ農家の18番目の子供として生まれた。子供時代には大家族であったために親からはあまり構ってはもらえなかったようであるが、姉からとても大切にされたという。やがて国内を襲った農業危機のために家が破産してますます苦しい生活を送るようになった。だが、父親は彼が優れた才能の持ち主である事に気付いたため、20歳の時にウィーン大学に進学することが出来た。この時代から彼は労働運動に関心を持ち、家庭においては他人と衝突するよりも協調して生きることの重要さを学び、生涯の政治信念に深く影響される事になった。彼は大学で法律を学びながらオーストリア社会民主党のヴィクトル・アドラーの指導下で社会主義運動に関わった。
大学を卒業した1895年にウィーンにあるオーストリア国会図書館の研究助手となり、民法・法制史や帝国内の民族問題についての著作を発表した。また、この年に結成されたネイチャーフレンドの創設会員の一人で、同会のロゴを発案した。こうして、彼は後に盟友にしてライバルとなるオットー・バウアーや、M・アドラー、R・ヒルファーディングらとともに「オーストロ・マルクス主義者」と称される新潮流を形成することになった。
特に当時深刻な問題となっていた民族問題に関して、彼はハプスブルク君主国が抱える旧態依然の中央集権・絶対主義的な政治システムでは諸民族の不満を抑えることは不可能であると論じ、居住地域とは別個に「民族共同体」を結成して教育や文化などに関しては民族共同体が扱って、個人は「地域」と「民族」の二つの共同体に属するべきであると唱えた。これはオーストリア・ハンガリー二重帝国を否定しつつも、国制改革によって諸民族が対等な権利を持つ連邦国家「ドナウ連邦」へと改組することによって国家体制の崩壊を避けようとするものであり、二次元連邦理論と呼ばれた。だが、当時の彼は公務員の立場にあったため、二重帝国の否定につながるこうした論文は「ルドルフ・シュプリンガー」の偽名で執筆された。

## 政治経歴
1907年、オーストリア初の普通選挙が行われて、レンナーは社会民主党の候補としてニーダーエスターライヒ州ノインキルヘンから出馬して初当選を果たした。彼は、消費者協同組合運動に参加して、1911年にその全国委員長に選ばれて労働者のための銀行作りや食料供給に携わる一方、オットー・バウアーとともに雑誌『闘争』（Kampf ）の編集にあたった。
第一次世界大戦では当初は他の社会主義者と同様に自国の参戦を支持する立場を取った。だが、バウアーの反対論に説得される形でアードラーとともに翻意することになった。また、戦後のオーストリアのあり方についても「ドナウ連邦」を目指すレンナー説が民族自決の流れと合致したアードラーによる「『ドイツ系オーストリア』のドイツへの合併」の意見に敗れたため、社会民主党内は左派が右派に代わって指導的な地位を確保した。
そして1918年第一次世界大戦の敗戦を機に非ドイツ系諸民族は独立を宣言して、オーストリア・ハンガリー二重帝国は崩壊した。この時期、ライバルであるキリスト教社会党には事態の急変に対応する準備が出来ておらず、結果的に共和制後の政権の主導権を社会民主党が取ることになり、実務に長けたレンナーが初代首相となった。翌年、レンナー内閣は連合国と講和条約を結ぶが、この時連合国から「ドイツとの合併禁止」を約束させられた。外務大臣であったバウアー（最初はアードラーであったが彼の急死により後任となった）はこの条項の断固拒否を唱えて辞表を提出した。だが、「ドナウ連邦」構想の復活にも依然期待していたレンナーは、不満を抱きながらも拘ることはなかった。内政においては労働・福祉立法の充実に尽力する一方で、キリスト教社会党との連立政権を協調的に運営することに努めた。1920年には新憲法を制定して、議会制民主主義の確立に尽力した。
だが、レンナーにとって不幸だったのは、党内で急速に指導的地位を確立したバウアーと彼を支持する左派の意見対立を克服できなかったことである。レンナーは社会主義者ではあったが、社会主義も人間の生んだものであって、その誤りはいつでも修正されなければならないと信じていた。そのため、「資本主義の『社会化』」こそが「真の社会主義」に到達する近道であり、民主主義のない社会主義は独裁と同じであると考えていた。対するバウアーは、社会主義こそが歴史の必然であり最終形態であって、社会主義革命の必要性を信じていた。そんな彼にはその思想に誤謬の可能性を認めるレンナーの思想は「原則なき実用主義」と映った。
この社会民主党内の亀裂は、キリスト教社会党を中心とする保守派にも「社会主義革命」への疑念を生み出した。かくしてこの年10月の選挙で、キリスト教社会党が社会民主党に代わって第一党となると、バウアーは共和国を「ブルジョワ共和国」と規定して、社会主義者と労働者がいかなる政治的責任を負うべきではないと主張して下野することになる。レンナーはバウアーの指導的地位を認めつつも、その後は政治の一線から退いた形になる（レンナーが自説を曲げなかったためにバウアーとの論戦に発展しては少数派のレンナーが苦境に立たされてきたからである）。さらに、バウアーの教条的社会主義と同じくらい教条的カトリック主義であったイグナーツ・ザイペルがキリスト教社会党政権を率い、社会主義者の台頭に危機感を抱く地方のカトリック信者や農民を中心に組織された護国団が台頭してきたため、1920年以後のオーストリア政治は左右両派の対決色に彩られることになった。
1930年、世界恐慌の混乱下で、社会民主党は過半数には満たないものの、議会第一党の地位を確保した。翌年、レンナーは前任議長の急逝に伴って国民議会議長に就任した。だが、2大政党の対立に加えて護国団の議会進出もあって、その議会運営は困難を窮めた。内外の危機に対してザイペルが社会民主党に連立を呼びかけた際も、レンナーの忠告にもかかわらず、バウアーは逆に革命への好機と捉えてこれを拒絶した。1933年3月、失意のうちにレンナーが議長の辞表を出すと、時のキリスト教社会党の首相エンゲルベルト・ドルフースは議会の停止を命じた。
護国団はこれを機に社会民主党の転覆を計画、社会民主党内にもレンナーの反対論も空しく武力闘争を求める意見が台頭し、1934年2月、ついに政府と社会民主党は内乱状態に陥った。社会民主党は禁止されて、バウアーはチェコスロバキアに亡命して、レンナーは100日間の投獄生活を味わった。失意の日々の中で、隠退生活に入ったレンナーはその後のオーストロファシズム、そしてナチス・ドイツとの併合といった状況を迎えていた。
レンナーはナチス・ドイツによってオーストリアが併合された際、ナチスの政治路線は批判しながらもドイツとの併合を容認する見解を発表した。レンナーの主張は、決して従来からのオーストリア社会民主党の公式見解である「ドイツとの合併」路線から逸脱したものではなかったが、この状況下での発言は彼をナチスによる迫害から免れた一方で、内外から疑惑の念を抱かせた。この表明は一説には、ナチスによって投獄された社会民主党員の釈放と引換の発言だったともいう。しかし、ナチス・ドイツによるチェコスロバキアの解体の支持（従来の「ドナウ連邦」論に反する）に至っては、あまりに日和見主義的であるとか、果ては自分の政治的挫折と現状に対する一種の「八つ当たり」ではないかと、戦後の歴史学者に批判されるほどである。この時期のレンナーの行動は不可解なものではあったが、第二次世界大戦終了まで続いた隠退生活が、その後の復活の大きな鍵となるのである。

## 第二次世界大戦後

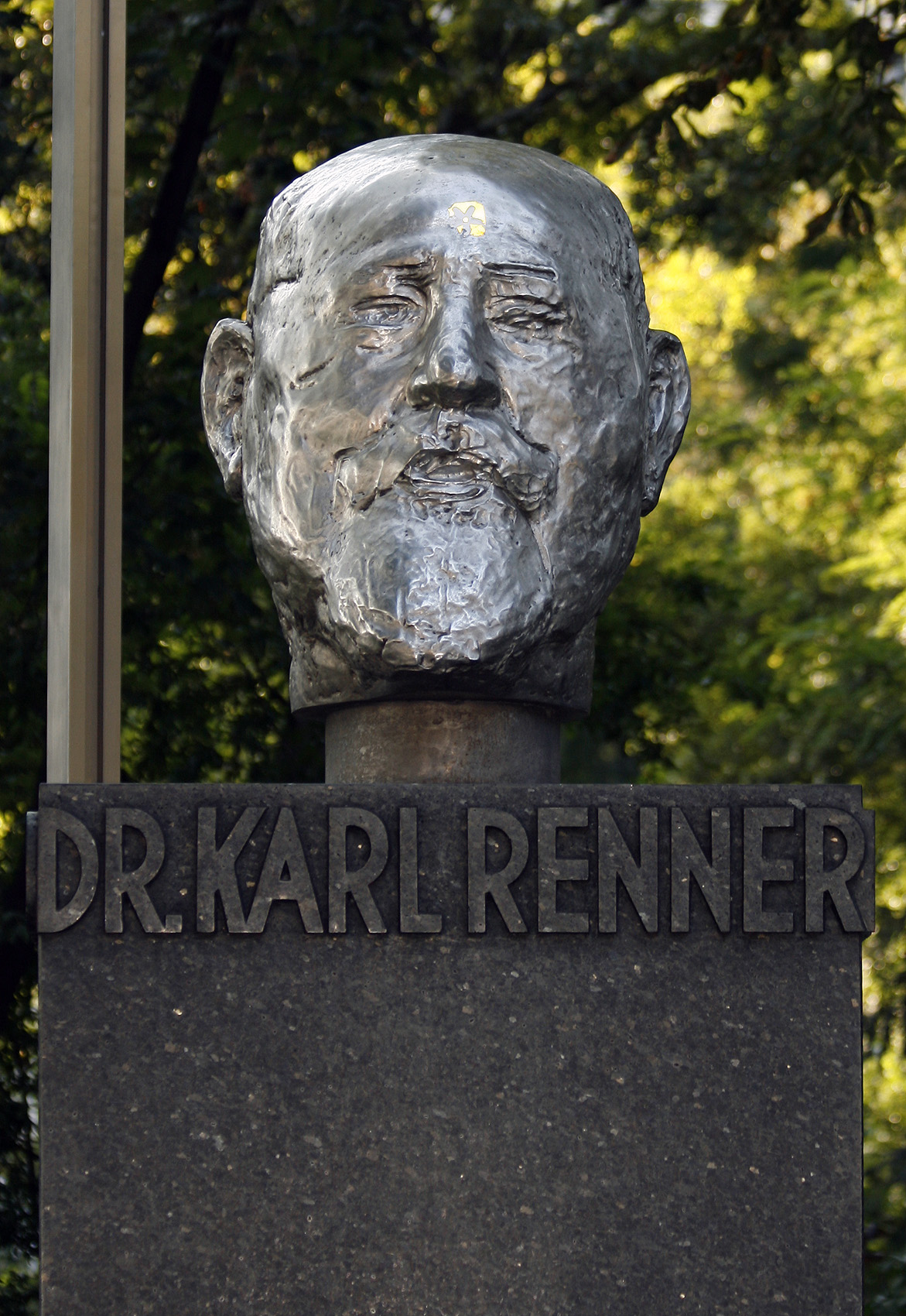
ウィーン市リングシュトラーセに置かれたレンナー像。

1945年4月、オーストリアは連合国軍によって解放された。しかしドイツ同様オーストリアもまた、首都ウィーンをはじめとする東部はソビエト連邦に、チロル州とザルツブルク州およびオーバーエスターライヒ州はアメリカ合衆国に、フォアアールベルク州はフランスに、ケルンテン州はイギリスによって4つに分割占領された。ソ連軍の占領下に置かれていたニーダーエスターライヒ州グログニッツに住んでいたレンナーは、ソ連軍に招かれて新政権の樹立を要請された。
レンナーはソ連の建国者であるレーニンやその後継者であるスターリンとは犬猿の仲であったが、政界の最長老でオーストリアの左派陣営では最も人望のある指導者（ライバルのバウアーは亡命先で病死していた）であり、また政治的にはかつての「オーストリア併合支持発言」が政治的な弱点であるとも見られていた。ソ連から見れば本格的な「親ソ連政権」を樹立するまでの繋ぎの傀儡政権の首班としては最適な人物であると考えられたのである（スターリンはレンナーの生存を知って「あの年取った裏切り者はまだ生きていたのか？　彼こそは我々が必要とする人物だ！」と叫んだと言われている）。もちろん、レンナーもこうしたソ連の思惑を知らないわけではなかったが、ナチスによる支配を経て「ドイツとの統一」が幻想に過ぎないことを知ったオーストリア国民のために、彼らの受け皿となる新国家を樹立する必要があった。
早速、ウィーンに入ったレンナーはドルフースによって廃止される前の最後の国民議会議長の資格で、社会民主党の後身であるオーストリア社会党、キリスト教社会党の後身であるオーストリア国民党、そしてソ連の支援を受けて急速に台頭してきたオーストリア共産党の代表と会談して、3党による連合政権の樹立を計画した。4月27日、レンナーによる臨時内閣が樹立され、2日後に正式に「独立宣言」（ドルフース政権以前の憲法の復活）を行った。この政権は社会党（レンナー含めて）と国民党に各3、共産党と無党派に各2ずつの閣僚配分がなされ、大臣とは違う党派出身の2人の次官が大臣の権限を掣肘する方針を採った。
だが、旧キリスト教社会党の地盤であった農村部とこの地域を占領するソ連以外の連合国は、レンナー政権を「ソ連の傀儡政権」であると断じて、その承認を拒否した。一方、共産党はソ連軍の支援のもと、社会党に対して「人民ブロック」の結成を呼びかけて社会党左派の中にもこれに同調する動きがあった。また、国内の行政・経済システムは麻痺状態にあり、さらにソ連とアメリカによる「冷戦」の兆候はオーストリアを併合前（出来ることならば、自分が首相時代の頃の2大政党による連合政権）に戻すことを目指していたレンナーにとっては、深刻な問題であった。だが、生来寛容さと楽天さで、レンナーはそれを必要以上に深刻には扱わない姿勢を貫いた。
共産党はソ連占領軍とも社会党とも決して関係が順調ではなかったし、内部でも内輪もめが続いていた。一方、米英仏占領下の諸州と占領当局は、レンナーの政権に代わる政権構想を持ち合わせてはいなかった。さらに、旧共和国で左右両陣営を対立に導いた社会党の左派と国民党のカトリック主義者は、党内からの批判を受けて党の主流派から脱落しつつあった。
9月、ウィーンに米英仏軍が進駐して「オーストリアの東西分割」の噂が囁かれだした頃、レンナーは全国の諸州の代表を1か所に集めて今後のオーストリアの方針を定める「諸州会議」の開催を占領4ヶ国と各州に提案した。彼は米英仏に対しては、会議の成功次第では自由な民意によって共産党を政権から排除することも可能となるだろうと示唆した。一方で、保守的な州が共産主義者の排除を求めていることを知って、自己の勢力圏が脅かされることを恐れて反対するソ連に対しては、会議が開かれなければ最悪他の3か国が会議を開いて自分に代わる新しいオーストリアの指導者を選び、オーストリアは東西分裂状態となる可能性があると警告した。9月24日、ウィーンで諸州会議が開かれ、レンナーは議長として諸州代表との粘り強い交渉を行った末に、本格的な政府の樹立についての合意を得ることに成功した。
10月24日、連合国はレンナーをオーストリア政府の代表者として正式に認定し、11月25日に戦後最初の総選挙を行った。アメリカはレンナーが単なるソ連の「イエスマン」ではないことに気づいて、レンナーによる自由選挙の実施を支援したため、総選挙はソ連側からの表立っての妨害もなく行われた。その結果は、国民党が僅差で社会党を抑えて第1党となり、共産党はソ連占領下地域の存在を考えれば予想以上の大敗北を喫した。第一次世界大戦以前からの社会党（旧社会民主党）の支持基盤の厚さが強かったことと、ソ連軍の占領以来の略奪行為と法外な賠償要求が（左派支持者も含めた）国民の反感を買ったのである。首相の後任に国民党のレオポルド・フィグルが就任したことも、ソ連以外の連合国の好感を得た。
1945年12月20日、再建されたオーストリア議会は大統領制の復活を正式に決定して、全会一致でレンナーを初代大統領に選出した。
カール・レンナーは大統領在任中の1950年にウィーンで死去し、ウィーン中央墓地に埋葬された。また、この影響で1951年のウィーン・フィルハーモニー管弦楽団恒例のニューイヤーコンサートが1月14日に延期された。